# Водени жиг
Водени жиг je утиснути знак на папиру, који штити штампани материјал, запис или документ од могућег фалсификовања. Користи се у штампању новчаница и поштанских марака, а штампа се и на пасошима и другим службеним документима.
У филателистичкој литератури водени жиг се посматра из више перспектива. Разликује се по врсти, изгледу и положају. На основу воденог жига може се утврдити из које серије је штампана марка и, самим тим, тачно одредити датум издавања поштанске марке. Највише података налази се у каталогу поштанских марака, према коме се најчешће процењује вредност.
Први водени жигови штампани су у документима италијанског града Фабријана из 1282. године.